# Jorge Bermudez (médico)
Jorge Antonio Zepeda Bermudez (Tegucigalpa, 5 de maio de 1948) é um médico e pesquisador hondurenho radicado no Brasil e vinculado ao Departamento de Política de Medicamentos e Assistência Farmacêutica da Escola Nacional de Saúde Pública Sérgio Arouca (ENSP) da Fundação Oswaldo Cruz (Fiocruz). Realizou a graduação em Medicina (1971) e o Mestrado em Doenças Infecciosas e Parasitárias (Medicina Tropical) (1976) na Faculdade de Medicina da Universidade Federal do Rio de Janeiro. Obteve o título de Doutor em Saúde Pública pela ENSP/Fiocruz (1995), tornando-se diretor desta instituição, entre 2001 e 2004, assim como dos laboratórios públicos, Farmanguinhos (1985-1987) e Instituto Vital Brazil (1987-1991 e 1999-2001). Foi secretário-executivo da iniciativa multilateral Unitaid (2007-2011) e chefe da Unidade de Medicamentos, Vacinas e Tecnologias em Saúde da Organização Pan-Americana da Saúde (2004-2007). É membro titular da Academia Nacional de Farmácia e da Academia de Medicina do Rio de Janeiro.

## Obra
- 1992 – Remédios, saúde ou indústria? A produção de medicamentos no Brasil (Relume-Dumará)
- 1995 – Indústria farmacêutica, estado e sociedade: crítica da política de medicamentos no Brasil (Phármakon)
- 1999 – Medicamentos e a reforma do setor saúde (Hucitec Editora)
- 2014 – Acesso a medicamentos: direito ou utopia? (E-papers)
- 2022 –  Solidariedade ou Apartheid? Lições aprendidas na pandemia (Escola Nacional de Formação e Qualificação Profissional dos Farmacêuticos)